# Antiathon
Antiathon (în greacă Αντιάθωνας / Αντι-άθωνας) este un vârf din peninsula Athos cu o altitudine de 1042 de metri. 
Vârful poate fi atins pe poteci de la Mănăstirea Dionisiu. Este situat la câțiva kilometri nord-vest de vârful Athon (2033 m).
Schitul Lacu este situat pe versantul său estic.

## Galerie

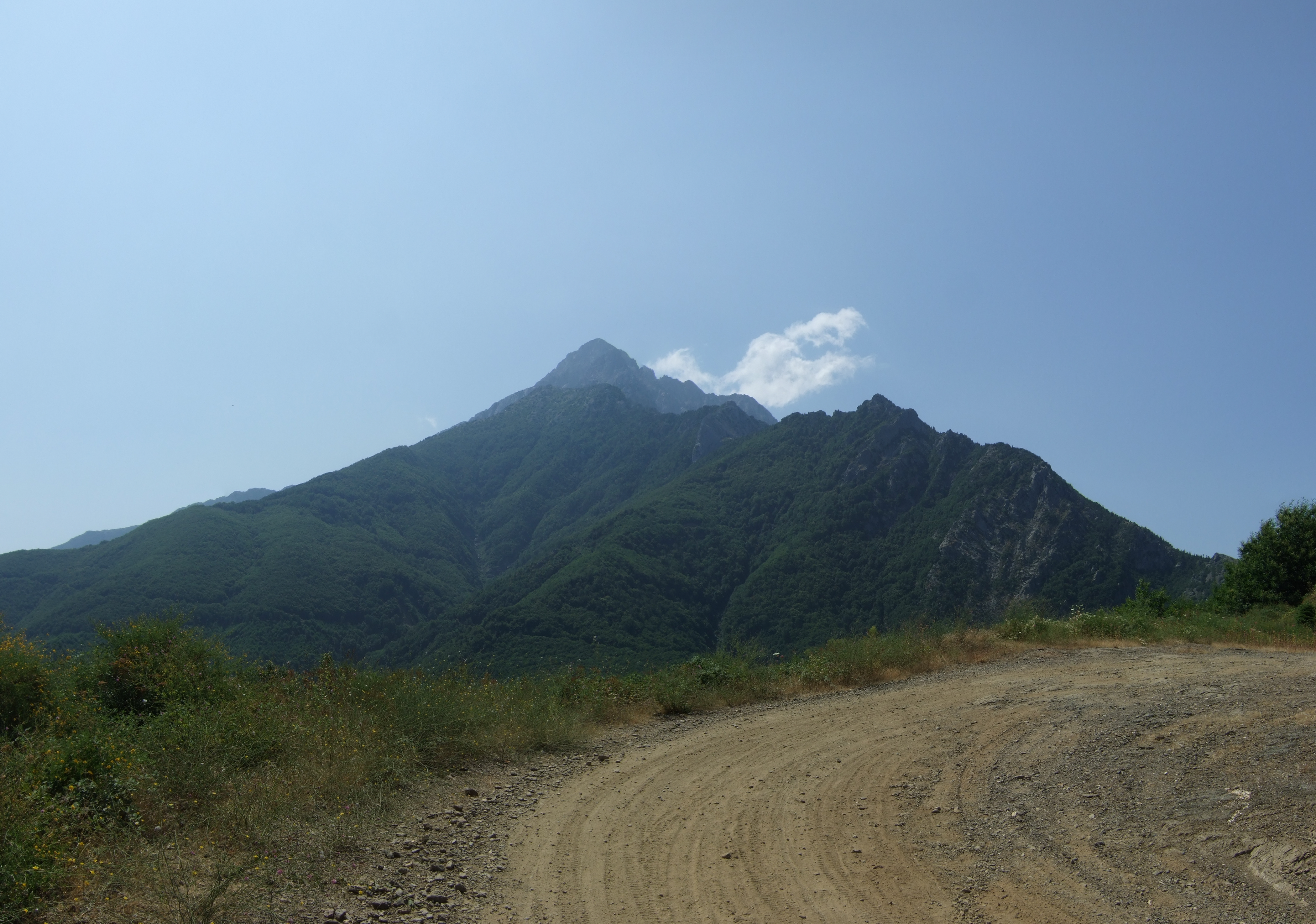
Antianthonul în prim plan, cu vârful Muntelui Athos ușor vizibil în fundal.
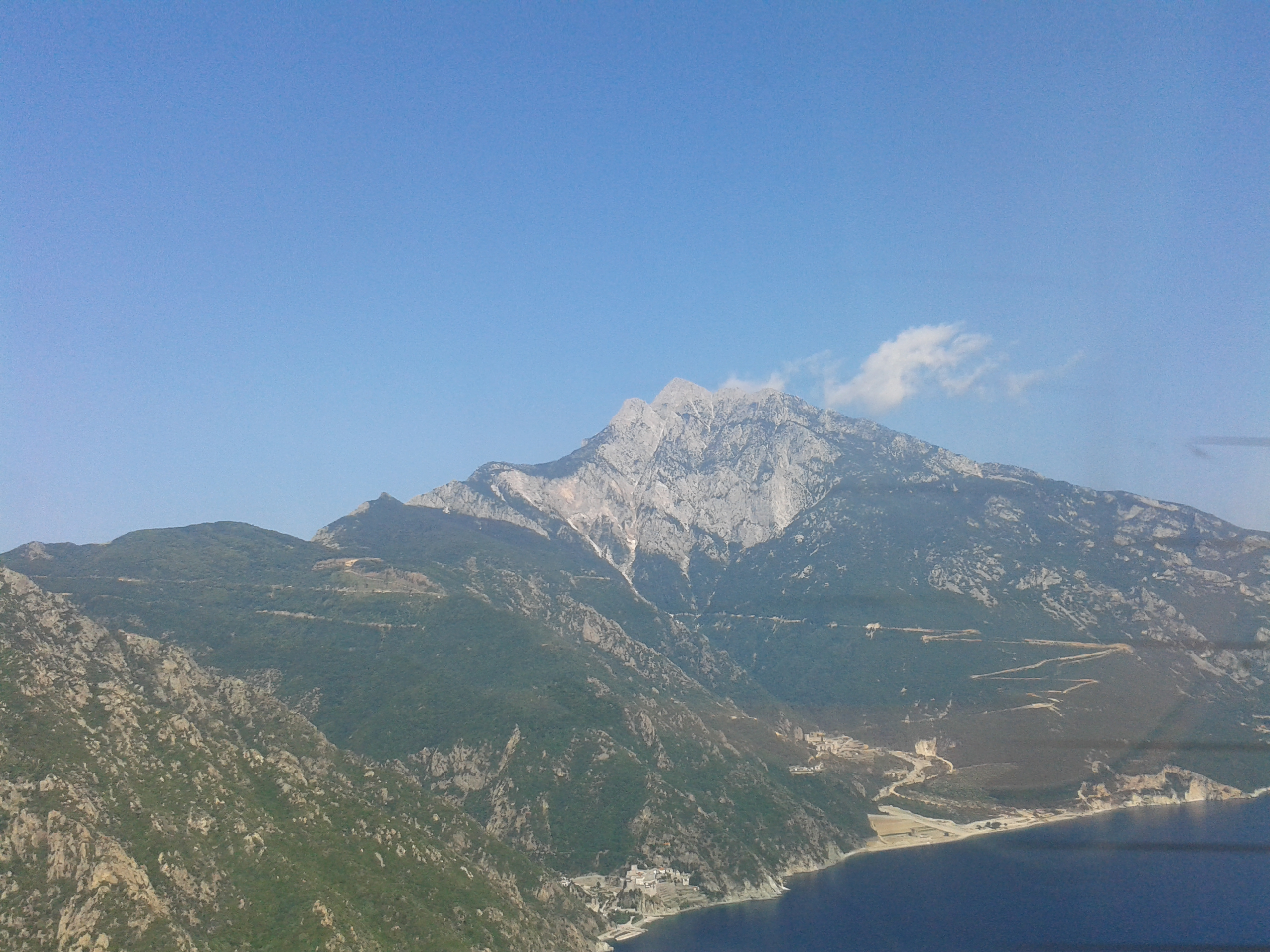
Vedere a Antiathonului dinspre mare
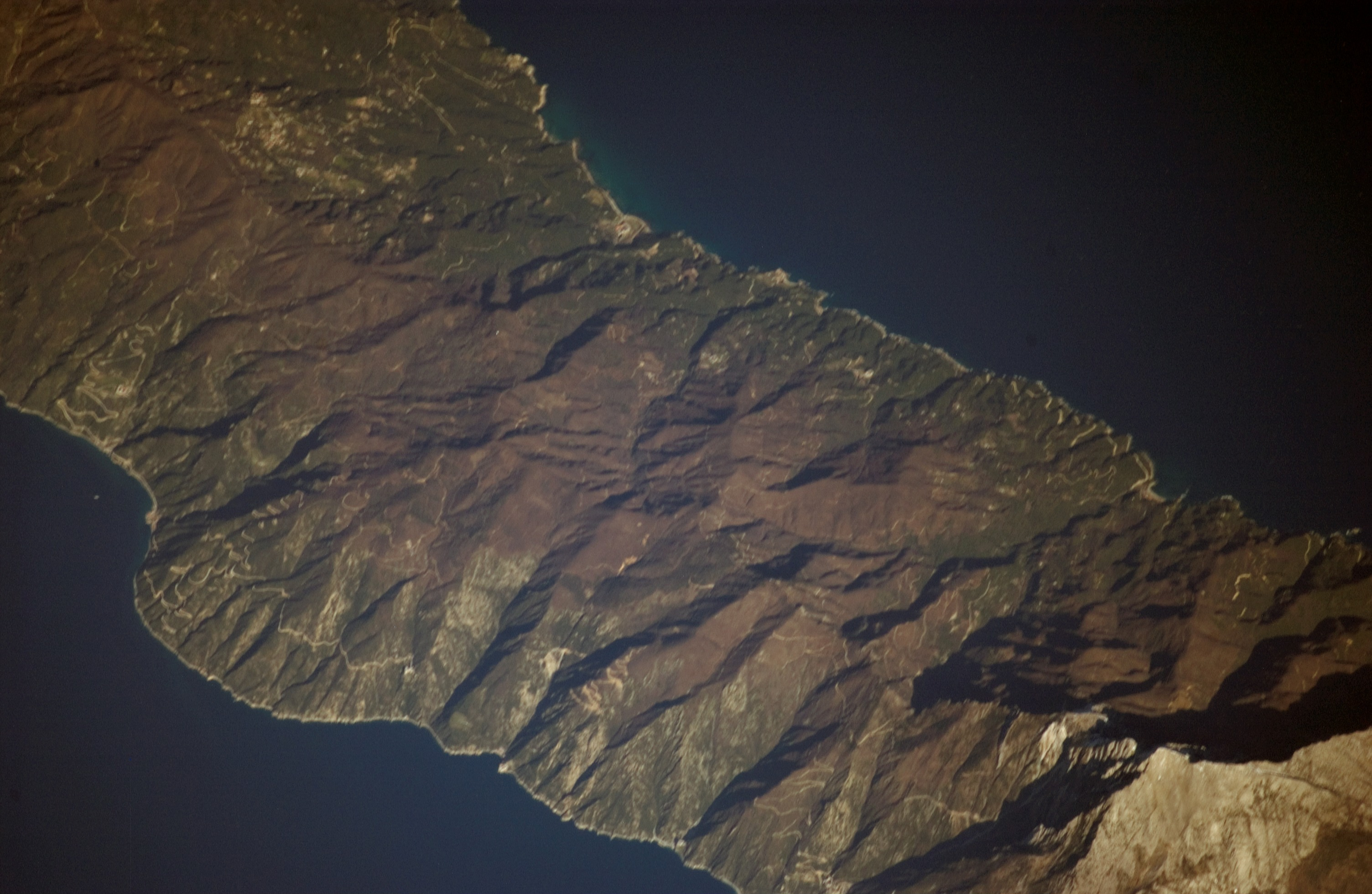